# Nola chia
Nola chia är en fjärilsart som beskrevs av Holland 1894. Nola chia ingår i släktet Nola och familjen trågspinnare. Inga underarter finns listade i Catalogue of Life.